# Frans Rodenstam
Frans Johan August Rodenstam, född 24 mars 1847 i Frötuna socken, Stockholms län, död 26 augusti 1931 i Hudiksvall, var en svensk läroverksadjunkt och museiföreståndare. Han var gift med Stina Rodenstam.
Rodenstam blev student vid Uppsala universitet 1868, filosofie kandidat 1879 och filosofie licentiat 1888. Han var adjunkt vid högre allmänna läroverket i Hudiksvall från 1894. Han och blev 1897 föreståndare för Helsinglands fornminnesförenings samlingar i Hudiksvall och i Enångers gamla kyrka. Han var en entusiastisk samlare av allmogeföremål och under hans ledning utökade Hudiksvalls museum, från 1903 inrymt i det gamla lasarettet, sina samlingar betydligt. Han valdes till korresponderande ledamot av Kungliga Vitterhetsakademien 1927.